# Ivy King

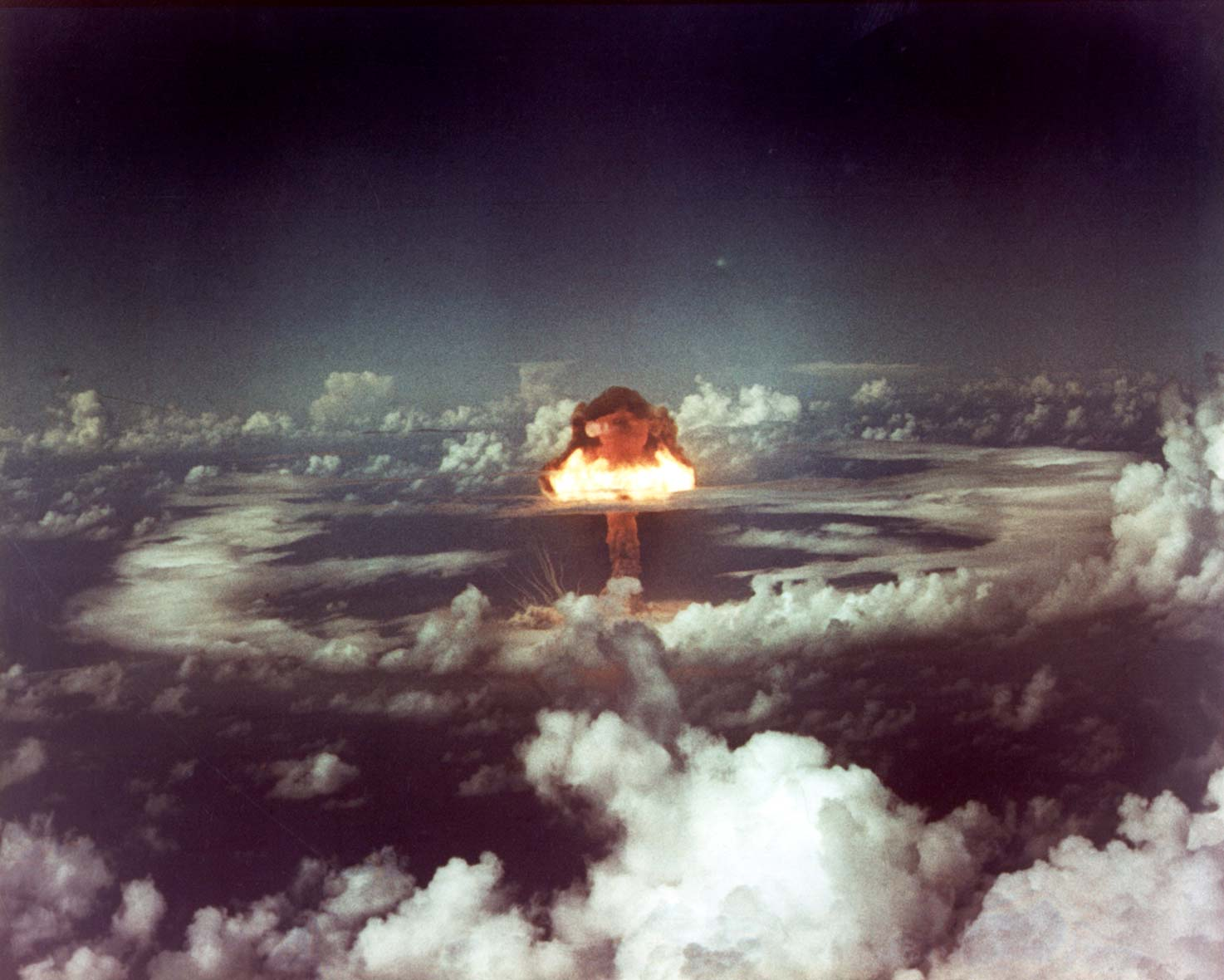
Bolet atòmic generat per la bomba Ivy King vist des de l'aire

Ivy King fou una bomba atòmica de 500 kilotones, que es detonà el 16 de novembre del 1952 a les 11:30, hora local (o a les 23:30, hora mundial).
Fou la segona i última prova nuclear de l'Operació Ivy.
Es caracteritzà per ser la bomba més gran que mai hagi utilitzat només explosiu físsil en la història de les armes nuclears i de la ciència.
La bomba fou feta amb un nucli d'urani altament enriquit (això vol dir que utilitzà més de quatre blocs d'urani per obtenir una massa critica detonable) i el mètode de muntatge per ser detonada fou d'implosió (a diferència del mètode Teller-Ulam que utilitzà la seva bomba germana, Ivy Mike, la primera bomba d'hidrogen).
A més de tenir importància en la ciència, serví, juntament amb Mike, de resposta als soviètics, car aquests últims "copiaven" els mètodes de muntatge de bombes estatunidencs, raó per la qual havien assolit el mateix nivell de tecnologia armamentística nuclear. Tanmateix, es podria dir que els soviètics se n'acabaren sortint, car guanyaren la cursa nuclear amb la Bomba Tsar.
La seva fabricació també s'havia planificat per ser detonada en cas que la prova anterior, Mike, fallés. No fou així, però de totes maneres es feu detonar.
El lloc de detonació fou a 1.480 peus d'alçada a l'illa Runit, a Enewetak (Illes Marshall). El seu llançament fou executat per un bombarder B-36H.
El nom amb el qual es batejà (King) s'elegí perquè començava amb la mateixa lletra que kiloton.